# Lysimelia perixeiminus
Lysimelia perixeiminus là một loài bướm đêm trong họ Erebidae.